# Kung Fu Panda: A sárkánylovag
A Kung Fu Panda: A sárkánylovag (eredeti cím: Samurai Rabbit: Kung Fu Panda: The Dragon Knight) 2022 és 2023 között vetített amerikai 3D-s számítógépes animációs akciósorozat, amelyet Kevin Lax és Robert Lydecker alkotott, a Kung Fu Panda – A végzet mancsai című sorozat folytatása. 
Az első évadot Amerikában és Magyarországon 2022. július 14-án mutatta be a Netflix. A második évad 2023. január 12-én jelent meg a Netflixen. A harmadik évad pedig 2023. szeptember 7-én.

## Ismertető
Néhány évvel Kai tábornok, valamint Shi Long és Xaio veresége után a sárkányharcos Po, az óriáspanda kénytelen elhagyni az otthonát, és elindulni egy világjáró küldetésre Kínában a megváltásért és az igazságért, ahol társul egy nemes lelkű angol lovaggal, Lutherával (egy barnamedvével), más néven Kóborló Pengével, hogy megtaláljanak négy elemi fegyvert, amelyek réges-régen szétszakították a világot.

## Szereplők

### Főszereplők
| Szereplők                   | Eredeti hang       | Magyar hang        |
| --------------------------- | ------------------ | ------------------ |
| Po                          | Jack Black         | Gáspár András      |
| Sir Luthera / Kóborló Penge | Rita Ora           | Mentes Júlia       |
| Sir Luthera / Kóborló Penge | Kai Zen (fiatalon) | Vári Dóra          |
| Klaus Dumont                | Chris Geere        | Kádár-Szabó Bence  |
| Veruca Dumont               | Della Saba         | Ágoston Katalin    |
| Mr. Ping                    | James Hong         | Harsányi Gábor     |
| Rukhmini                    | Rahnuma Panthaky   | Horváth Lili       |
| Colin                       | Ed Weeks           | Galambos Péter     |
| Akna                        | Melissa Villaseñor | Bogdányi Titanilla |
| Forouzan                    | Sohre Ágdáslu      | Nyakó Júlia        |

### Mellékszereplők
| Szereplők        | Eredeti hang     | Magyar hang                                   |
| ---------------- | ---------------- | --------------------------------------------- |
| Sir Alfred       | Omid Abtahi      | L. Nagy Attila                                |
| Vej-min          | Parry Shen       | Szabó Máté                                    |
| Császár          | Todd Haberkorn   | Hamvas Dániel                                 |
| B'ah             | Jorge Diaz       | Hamvas Dániel                                 |
| Angol királynő   | Barbara Goodson  | Dóka Andrea (1. évad) Halász Aranka (3. évad) |
| Drake            | Mick Wingert     | Csankó Zoltán                                 |
| Rabia            | Kinza Khan       | Tanka Natália                                 |
| Masztodon mester | Martin Aistrope  | Szabó Sipos Barnabás                          |
| Jayesh           | Sean T. Krishnan | Szatory Dávid                                 |
| Padma            | Anjali Bhimani   | Laudon Andrea                                 |
| Diya             | Deepti Gupta     | Kovács Nóra                                   |
| Lucinda          | Toks Olagundoye  | Kovács Nóra                                   |
| Pelpel           | Harvey Guillén   | Nikas Dániel                                  |

### Magyar változat
- Magyar szöveg: Egressy G. Tamás
- Hangmérnök: Farkas László
- Vágó: Kajdácsi Brigitta
- Gyártásvezető: Gelencsér Adrienne
- Szinkronrendező: Nikodém Zsigmond
- Produkciós vezető: Madar Zoltán

A szinkront a Mafilm Audio Kft. készítette.

## Évados áttekintés
| Évad | Évad | Epizódok | Eredeti sugárzás    | Eredeti sugárzás    | Magyar sugárzás     | Magyar sugárzás     |
| Évad | Évad | Epizódok | Évadpremier         | Évadfinálé          | Évadpremier         | Évadfinálé          |
| ---- | ---- | -------- | ------------------- | ------------------- | ------------------- | ------------------- |
|      | 1    | 11       | 2022. július 14.    | 2022. július 14.    | 2022. július 14.    | 2022. július 14.    |
|      | 2    | 12       | 2023. január 12.    | 2023. január 12.    | 2023. január 12.    | 2023. január 12.    |
|      | 3    | 19       | 2023. szeptember 7. | 2023. szeptember 7. | 2023. szeptember 7. | 2023. szeptember 7. |

## Epizódok

### 1. évad (2022)
| Sor. | Év. | Cím                                                         | Rendező                                     | Író                             | Premier          |
| ---- | --- | ----------------------------------------------------------- | ------------------------------------------- | ------------------------------- | ---------------- |
| 1.   | 1.  | A mancsok érdekében (A Cause for the Paws)                  | Shaunt Nigoghossian                         | Peter Hastings                  | 2022. július 14. |
| 2.   | 2.  | A lovagi kód (The Knight's Code)                            | Matthew Humphreys                           | Christopher Amick és Ben Mekler | 2022. július 14. |
| 3.   | 3.  | A lótusz (The Lotus)                                        | Kevin Wotton és James Yang                  | Jasmine Chiong                  | 2022. július 14. |
| 4.   | 4.  | Hosszúfog mester legendája (The Legend of Master Longtooth) | David Dick és James Yang                    | Shane Lynch                     | 2022. július 14. |
| 5.   | 5.  | Sivatagi átjáró (The Gateway to the Desert)                 | Mike Goguen és Matthew Humphreys            | Christopher Amick és Ben Mekler | 2022. július 14. |
| 6.   | 6.  | Az elveszett város (The Lost City)                          | Kevin Wotton és James Yang                  | Joy Regulland                   | 2022. július 14. |
| 7.   | 7.  | Az utolsó védelmező (The Last Guardian)                     | David Dick és Calvin Tsang                  | Jasmine Chiong                  | 2022. július 14. |
| 8.   | 8.  | Fonal a sötétben (A Thread in the Dark)                     | Matthew Humphreys és Mike Goguen            | Shane Lynch                     | 2022. július 14. |
| 9.   | 9.  | Lassú hajóval Angliáig (Slow Boat to England)               | Joy Regulland                               | Gene Grillo                     | 2022. július 14. |
| 10.  | 10. | A lovag bukása 1. rész (The Knight's Fall (Part 1))         | David Dick és Jack Kasprzak                 | Christopher Amick és Ben Mekler | 2022. július 14. |
| 11.  | 11. | A lovag bukása 2. rész (The Knight's Fall (Part 2))         | Kelly Baigent, Kevin Wotton és Will Ruzicka | Christopher Amick és Ben Mekler | 2022. július 14. |

### 2. évad (2023)
| Sor. | Év. | Cím                                                               | Rendező                                       | Író                             | Premier          |
| ---- | --- | ----------------------------------------------------------------- | --------------------------------------------- | ------------------------------- | ---------------- |
| 12.  | 1.  | A hazug és a tolvaj (The Liar and the Thief)                      | David Dick és James Yang                      | Christopher Amick és Ben Mekler | 2023. január 12. |
| 13.  | 2.  | Egy utolsó munka (One Last Job)                                   | Mike Goguen és Matthew Humphreys              | Jasmine Chiong                  | 2023. január 12. |
| 14.  | 3.  | Átok és megtisztulás (Doom and Groom)                             | Kelly Baigent, Kevin Wotton és Will Ruzicka   | Christopher Amick               | 2023. január 12. |
| 15.  | 4.  | A fütyülés (The Pinging)                                          | David Dick, Shaunt Nigoghossian és James Yang | Joy Regullano                   | 2023. január 12. |
| 16.  | 5.  | Masztodon úr (Master Mastodon)                                    | Mike Goguen                                   | Ellie Guzman                    | 2023. január 12. |
| 17.  | 6.  | Rejtett világosság (Hide the Lightening)                          | Kelly Baigent és Will Ruzicka                 | Christopher Amick és Ben Mekler | 2023. január 12. |
| 18.  | 7.  | A bestia (The Beast)                                              | David Dick és Christo Stamboliev              | Jasmine Chiong                  | 2023. január 12. |
| 19.  | 8.  | Fárasztó küzdelem (An Uphill Battle)                              | Mike Goguen                                   | Shane Lynch                     | 2023. január 12. |
| 20.  | 9.  | Az őrült tudós (The Mad Scientist)                                | Will Ruzicka                                  | Joy Regullano                   | 2023. január 12. |
| 21.  | 10. | Apok-ta-pokalipszis most 1. rész (Apok-ta-pocalypse Now (Part 1)) | David Dick és Christo Stamboliev              | Christopher Amick és Ben Mekler | 2023. január 12. |
| 22.  | 11. | Apok-ta-pokalipszis most 2. rész (Apok-ta-pocalypse Now (Part 2)) | Mike Goguen                                   | Christopher Amick és Ben Mekler | 2023. január 12. |
| 23.  | 12. | Epic Lunar New Year                                               | Mike Goguen és Will Ruzicka                   | Felicia Ho                      | 2023. január 12. |

### 3. évad (2023)
| Sor. | Év. | Cím                                                            | Rendező                                        | Író                             | Premier             |
| ---- | --- | -------------------------------------------------------------- | ---------------------------------------------- | ------------------------------- | ------------------- |
| 24.  | 1.  | Ping uram pere (The Trial of Mr. Ping)                         | Will Ruzicka                                   | Jasmine Chiong                  | 2023. szeptember 7. |
| 25.  | 2.  | Problémás gonosztevő (Baddie Issues)                           | David Dick, Dan Forgione és Christo Stamboliev | Shane Lynch                     | 2023. szeptember 7. |
| 26.  | 3.  | Családi barát (A Family Friend)                                | David Dick és Dan Forgione                     | Ellie Guzman                    | 2023. szeptember 7. |
| 27.  | 4.  | Az angol nyitány (The English Opening)                         | Mike Goguen                                    | Christopher Amick és Ben Mekler | 2023. szeptember 7. |
| 28.  | 5.  | Festermouth mocsári réme (The Bog-ey Man of Festermouth)       | Will Ruzicka                                   | Jasmine Chiong                  | 2023. szeptember 7. |
| 29.  | 6.  | Teaidős galiba (Tea Time Trouble)                              | David Dick és Dan Forgione                     | Shane Lynch                     | 2023. szeptember 7. |
| 30.  | 7.  | Benny és a Bohók (Benny and the Jests)                         | Mike Goguen                                    | Ellie Guzman                    | 2023. szeptember 7. |
| 31.  | 8.  | Napéjegyenlőség Fekete Acélja (Black Steel of the Equinox)     | Will Ruzicka                                   | Christopher Amick és Ben Mekler | 2023. szeptember 7. |
| 32.  | 9.  | Luthera pajzsa (Luthera’s Shield)                              | David Dick és Dan Forgione                     | Jasmine Chiong                  | 2023. szeptember 7. |
| 33.  | 10. | A tiensangi csata – 1. rész (The Battle of Tianshang (Part 1)) | Mike Goguen                                    | Ellie Guzman                    | 2023. szeptember 7. |
| 34.  | 11. | A tiensangi csata – 2. rész (The Battle of Tianshang (Part 2)) | Will Ruzicka                                   | Shane Lynch                     | 2023. szeptember 7. |
| 35.  | 12. | The Pangea-ing                                                 | David Dick és Dan Forgione                     | Christopher Amick és Ben Mekler | 2023. szeptember 7. |
| 36.  | 13. | The Poison Ravine                                              | Mike Goguen                                    | Ellie Guzman                    | 2023. szeptember 7. |
| 37.  | 14. | The Master Key                                                 | Will Ruzicka                                   | Neyah Barbee                    | 2023. szeptember 7. |
| 38.  | 15. | The Last Dumont                                                | David Dick és Dan Forgione                     | Jasmine Chiong                  | 2023. szeptember 7. |
| 39.  | 16. | A Teacup Filled with the Self                                  | Mike Goguen                                    | Shane Lynch                     | 2023. szeptember 7. |
| 40.  | 17. | The Beginning of the End                                       | Will Ruzicka                                   | Ellie Guzman                    | 2023. szeptember 7. |
| 41.  | 18. | The Dragon Knights (Part 1)                                    | David Dick és Dan Forgione                     | Christopher Amick és Ben Mekler | 2023. szeptember 7. |
| 42.  | 19. | The Dragon Knights (Part 2)                                    | Mike Goguen                                    | Christopher Amick és Ben Mekler | 2023. szeptember 7. |

## A sorozat készítése
2022 márciusában a Nemzeti Panda-napon, a DreamWorks és a Netflix bejelentette, hogy új CGI animációs Kung Fu Panda sorozatot készít, amelyben Jack Black újra eljátssza Po szerepét és Peter Hastings és Shaunt Nigoghossian lesz az vezető producer, míg a történetet Chris Amick és Ben Mekler írják.